# Kerstin af Jochnick

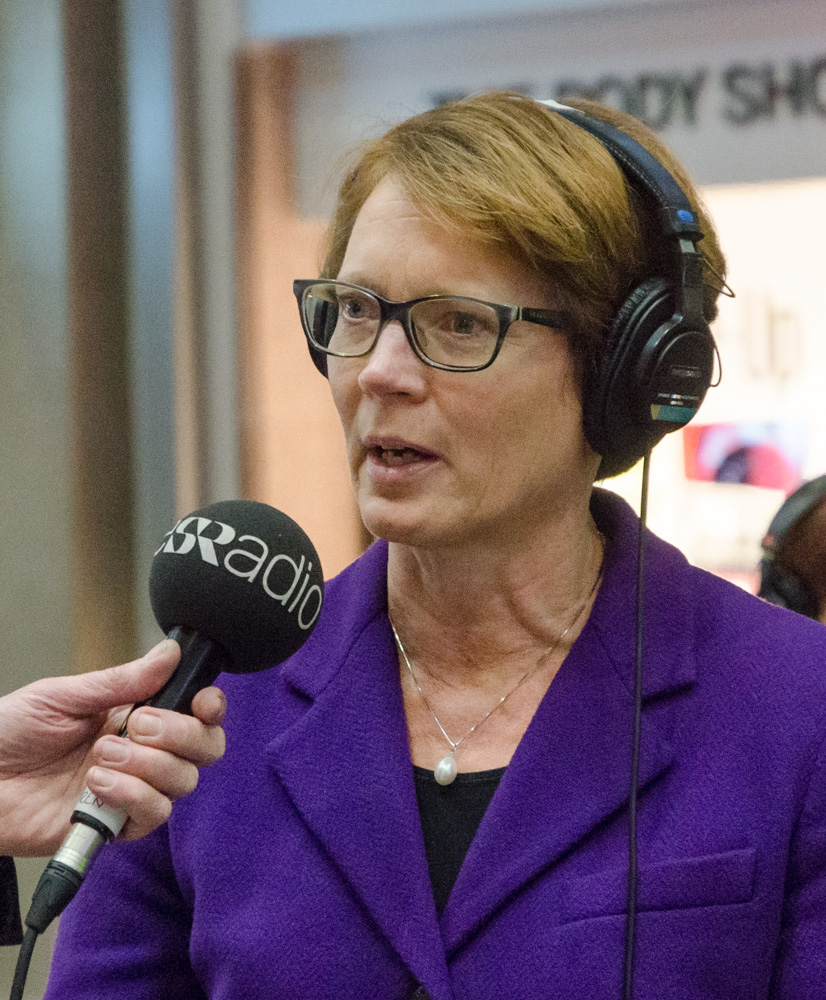
Kerstin af Jochnick bei einem Interview mit Sveriges Radio im Februar 2017

Kerstin Margareta af Jochnick (* 17. März 1958 in Virserum, Kalmar län) ist eine schwedische Wirtschaftswissenschaftlerin, die insbesondere für die Schwedische Reichsbank, die Aufsichtsbehörde Finansinspektionen und die Interessenvertretung Svenska Bankföreningen tätig war bzw. ist.

## Werdegang
Als Kerstin Joelsson geboren, studierte sie an der Universität Stockholm Wirtschaftswissenschaft, Statistik und Recht. 1976 begann sie ihre berufliche Laufbahn bei der Sparbanken Kronoberg, ehe sie im folgenden Jahr zur Reichsbank wechselte. 1991 ging sie zur Bankenaufsichtsbehörde Finansinspektionen, bei der sie ab 1994 zunächst Team- und ab dem folgenden Jahr Abteilungsleiterin war. Ab 2003 war sie Mitglied 2004 saß sie parallel im aus Repräsentanten der Bankaufsichtsbehörden und der Zentralbanken der EU-Länder zusammengesetzten Führungsgremium der neu geschaffenen europäischen Aufsichtsbehörde Ausschuss der Europäischen Aufsichtsbehörden für das Bankwesen. 2008 übernahm sie die Leitung des Gremiums, aus dem sie im folgenden Jahr ausschied, um den Vorsitz der Svenska Bankföreningen zu übernehmen. Bis Ende 2011 saß sie der Interessenvertretung der schwedischen Bankenbranche vor.
Im Dezember 2011 wurde af Jochnick von der Reichsbank als erste Stellvertreterin des amtierenden Präsidenten Stefan Ingves mit einer Amtszeit von sechs Jahren bestellt. Im September 2017 wurden die Amtszeiten der beiden Leiter verlängert, während seine Amtszeitserweiterung auf fünf Jahre beschränkt war, wurde ihre Amtszeit um sechs Jahre erweitert. Unter ihre Zuständigkeiten fällt unter anderem dei Vertretung der schwedischen Interessen in der internationalen Aufsicht, daher ist sie unter anderem Mitglied im Basler Ausschuss und im technischen Ausschuss des Europäischen Ausschuss für Systemrisiken.